# باغ شور (كاكي)
باغ شور (بالفارسية: باغ‌شور) هي قرية تقع في إيران في قسم كاكي الريفي. يقدر عدد سكانها بـ 33 نسمة بحسب إحصاء 2016.